# 秋本奈緒美
秋本 奈緒美（あきもと なおみ、1963年1月13日 - ）は、日本の女優、歌手。本名：原田優美（はらだ ゆみ）、旧姓：平沢（ひらさわ）。スタッフ・アップ所属。

## 人物
長野県松本市出身。松商学園高等学校、松商学園短期大学（現在の松本大学松商短期大学部）卒業。

### 経歴
父親がジャズ好きで、自身もその影響で子供の頃からジャズを身近に聴いて育った。その中でサラ・ボーンのステージにとても感動し、自分もジャズをやるんだと決める。音楽プロデューサーの長戸大幸の元へデモテープを送り続けた末に認められ、1982年（昭和57年）、ビーイング傘下でジャズ歌手としてJVCケンウッド・ビクターエンタテインメントからデビュー。翌1983年（昭和58年）、テレビ番組 『オールナイトフジ』（フジテレビ）の初代の司会を鳥越マリとともに務め、世間に広く知られる。女優としても幅広く活躍。後に2冊のヌード写真集『ウーム』（1992年、撮影:渡辺達生）、『フェイス』（1994年、撮影:杉山芳明）を発表。2019年、22年ぶりのアルバムをキングレコードから発売。

### 私生活
1986年（昭和61年）、音楽プロデューサー・日向大介と結婚したが、1990年（平成2年）離婚。2003年（平成15年）、『ただいま満室』（テレビ朝日）で共演した16歳年下の俳優・原田篤と再婚。この再婚では結婚式を行っていない。

## 出演

### テレビドラマ

#### NHK
- 毛利元就（1997年） - 香 役
- 御宿かわせみ（2004年） - おしず 役
- 慶次郎縁側日記（2005年） - お稲 役
- 七色のおばんざい（2005年） - 郷田泉 役
- キャットストリート（2008年） - 栗田ひとみ 役
- コンカツ・リカツ（2009年） - 木村加奈 役
- タイムスパイラル（2014年、NHK BSプレミアム） - 結城希美 役

#### 日本テレビ系
- お玉・幸造夫婦です（1994年、読売テレビ） - 浜田牧子 役
- ロマンス（1999年、読売テレビ） - 筧美奈子 役
- 探偵家族（2002年） - 佐藤美代子 役
- ミス・マープルシリーズ 第3話「予告殺人」（2007年） - 戸村美紀 役
- 連続ドラマ小説 木下部長とボク（2010年、読売テレビ） - 久美子 役
- 花咲舞が黙ってない（2014年） - 光岡和代 役
- 火曜サスペンス劇場
  - フルムーン旅情ミステリー6「断崖」（1992年） - 綿引波子 役
  - 女弁護士高林鮎子15「飛騨高山の女」（1994年） - 有賀玲子 役
  - 小京都ミステリー17「肥前蛍の里殺人事件」（1996年） - 上野羊子 役
  - 当番弁護士2（1996年） - 石山知鶴子 役
  - 追跡3（1998年） - 磯村真弓 役
  - 九門法律相談所8「二人の女」（1998年） - 稲垣明紀 役
  - 介護福祉士 哀しい嘘（2000年） - 野崎静枝 役
  - 弁護士高林鮎子28「パリから届いた殺意」（2001年） - 佐川弥生 役
  - どうぞ安らかに2（2002年） - 内田真奈美 役
  - 屋形船の女（2003年） - 丸山みどり 役
  - 警視庁鑑識班17（2004年） - 南条景子 役

#### TBS系
- トップスチュワーデス物語（1990年）
- 伊豆の踊り子（1992年）
- 学校があぶない（1992年）
- 離婚パーティー（1993年）
- スチュワーデスの恋人 第8話（1994年）
- 夏!デパート物語（1995年）
- いのちの現場から6・7（1999 - 2001年、毎日放送） - 小泉理絵 役
- ビッグウイング（2001年）
- あした吹く風（2002年9月6日、BS-i）
- 恋する日曜日 ファーストシリーズ第8話「FORYOU」（2003年、BS-i）
- 特命!刑事どん亀（2006年） - 柴田佐知恵 役
- うさぎがもちつき（2007年、BS-i） - ミーシャ 役
- ママの神様（2008年、中部日本放送） - 小島美佐子 役
- 東京少女瓜生美咲 第1話「東京タワー」（2008年、BS-i） - 万里 役
- 月曜ドラマスペシャル→月曜ミステリー劇場→月曜ゴールデン→月曜名作劇場
  - 松本清張特別企画・証明（1994年） - 佐伯葉子 役
  - 十津川警部シリーズ7「豪華特急トワイライト殺人事件」（1995年1月2日） - 中田陽子 役
  - 検視官江夏冬子4「京都宵山殺人事件」（1999年9月13日） - 水野綾 役
  - 上条麗子の事件推理1「死を呼ぶ離婚慰謝料！」（2001年9月10日） - 山本綾乃 役
  - 探偵 左文字進6「避暑地の殺人者」（2002年10月7日） - 中谷百合絵 役
  - 万引きGメン・二階堂雪
    - 万引きGメン・二階堂雪9「離婚願望」（2002年10月21日） - 谷口香保 役
    - 万引きGメン・二階堂雪13「貧乏嫌い」（2005年5月23日） - 佐倉文絵 役
    - 万引きGメン・二階堂雪19「カリスマ風水師・死を呼ぶアクセサリー」（2010年5月31日） - 丸山みどり 役

  - カードGメン・小早川茜6「特命」（2003年6月2日） - 九条絹代 役
  - 湯の町コンサルタント3「びわ湖真珠殺人事件」（2004年） - 佐藤美茶子 役
  - 税務調査官・窓際太郎の事件簿12（2005年1月10日） - 唐沢百合子 役
  - 特捜弁護士・橘竜太郎「雪冤の旅」（2013年6月10日） - 砂村朝子 役
  - 弁護士高見沢響子12「観覧車の男」（2014年7月7日） - 滝本幸子 役
  - 十津川警部シリーズ5「京都・嵯峨野殺人迷路」（2018年4月9日） - 桐野佐和子 役

#### フジテレビ系
- さよなら李香蘭（1989年） - 孟虹 役
- キモチいい恋したい! 第10話（1990年）
- ジュニア・愛の関係（1992年） - 冬木理加 役
- 上を向いて歩こう!（1994年）
- この世の果て（1994年） - 田辺京子 役
- 翼をください!（1996年）
- 古畑任三郎 第2シーズン 第1話(通算第14話)「しゃべりすぎた男」（1996年1月10日） - 向井（花田）ひな子 役
- 賭事女王（1999年） - 氷室加奈 役
- 母の告白（2002年、東海テレビ） - 杉本真弓 役
- 天体観測（2002年、関西テレビ） - 橋本法子 役
- 離婚弁護士（2005年） - 馬渕美晴 役
- ディビジョン1 ステージ9「miracle」（2005年） - 西久保美鈴 役
- 世にも奇妙な物語 2005秋の特別編「過去が届く午後」（2005年） - 吉田真紗美 役
- Ns'あおい（2006年） - 高樹美佐子 役
- サプリ（2006年） - 斉藤ノゾミ 役
- 太陽と海の教室（2008年） - 次原恵利 役
- Room Of King（2008年） - 土方マリア 役
- 救命病棟24時 第4シリーズ Episode3「命を救う者たちの選択」（2009年）
- 金曜エンタテイメント
  - 「熱血業界宣言」（1990年）[注釈 3]
  - 「女優 夏木みどりシリーズ7」『華やかな招待状』（1995年） - ユリエ 役
  - 「山村美紗サスペンス 京都一条戻り橋殺人事件」（1996年）
  - 「幸福の誤算」（1996年）
  - 「最後の依頼人」（1997年）
  - 「噂の女人情詐欺師 早苗とたまき・涙の事件簿1」（1996年） - 荒木明子 役
  - 「年の差カップル刑事」（1998年） - 浅葱紫織　役
  - 「女子アナお宝捜査事件」（2002年）
  - 「浅見光彦シリーズ17」（2003年） - 望月世津子　役
  - 「式部塚悲恋伝説殺人事件」（2005年）
  - 「赤の組曲」（2005年11月4日）
- 金曜プレステージ
  - 「津軽海峡ミステリー航路7」（2008年） - 新川布美子 役
  - 「奥さまは警視総監4」（2009年） - 新庄薫　役
  - 「夏樹静子・作家40周年記念「第三の女」（2011年12月2日） - 成瀬文子 役
  - 「十津川刑事の肖像6」（2012年） - 安井久美子 役
- 南くんの恋人〜my little lover（2015年） - 堀切律子 役

#### テレビ朝日系
- 大空港'92（1992年） - 吉岡ヨリ子
- いちご白書（1993年） - 小野田美佐子 役
- 外科医柊又三郎（1996年） - 青島奈美江 役
- ニュースキャスター 霞涼子（1999年）
- 京都潜入捜査官 THE SLIPPERS（2000年）
- ただいま満室（2000年）
- おばあちゃま、壊れちゃったの?（2000年）
- はぐれ刑事純情派 第14シリーズ 第19話「ひまわりが見た母の殺意！無銭飲食の女」（2001年8月15日） - 赤木マリ子 役
- 眠れぬ夜を抱いて（2002年） - 山路君枝 役
- 女刑事みずき〜京都洛西署物語〜（2005年） - 叶葵 役
- 富豪刑事デラックス 第4話「占星術の富豪刑事」（2006年5月12日、朝日放送共同制作） - タロット重田 役
- おみやさん（2006年） - 梶田真弓 役
- 特命係長 只野仁（3rdシーズン）（2007年） - 香田喜美子 役
- 4姉妹探偵団（2008年、朝日放送共同制作） - 田渕かおり 役
- 小児救命（2008年） - 柾美智子 役
- フキデモノと妹（2008年） - 成田美智子 役
- 科捜研の女 SEASON 9 第2話「欠けた指紋！飛沫血痕に隠された秘密!!」（2009年7月9日） - 枝島多美子 役
- Dr.伊良部一郎（2011年） - 上村さと美 役
- 警部補 矢部謙三2（2013年） - 大道寺文乃 役
- 松本清張「霧の旗」（2014年） - 大塚有希枝 役
- 警視庁・捜査一課長
  - 第2作（2013年8月3日） - 西園寺幸恵 役
  - season6 第7話（2022年5月26日） - 川瀬珠代 役
- 土曜ワイド劇場
  - 「松本清張スペシャル・鉢植えを買う女」（1993年） - 阿部奈緒子 役
  - 「牟田刑事官事件ファイル19」（1994年） - 吉川晴美 役
  - 「終着駅シリーズ 人間の十字架」（1996年） - 大上美千代 役
  - 「松本清張特別企画・黒革の手帖」（1996年） - 島崎すみ江 役
  - 「夜間検証」（1997年） - 加城亜矢 役
  - 「西村京太郎トラベルミステリー」（1997年） - 藤代冴子 役
  - 「山村美紗サスペンス京都お見合いツアー殺人事件」（1997年） - 黒田百合子 役
  - 「二重証言の妻」（1999年） - 下坂裕恵 役
  - 「同居人カップル殺人推理旅行」（1999年） - 杉浦涼子 役
  - 「家政婦は見た!18」（2000年） - 水原みどり 役
  - 「タクシードライバーの推理日誌13」（2000年） - 秋山恵美子 役
  - 「母が復讐に燃える時」（2002年） - 柏木朱里 役
  - 「温泉若おかみの殺人推理12」（2003年） - 羽川みどり 役
  - 「検事・朝日奈耀子1」（2003年） - 寺崎麻子 役
  - 「山村美紗サスペンス 花の棺」（2005年） - 久条麗子 役
  - 「テニススクール殺人事件」（2006年）
  - 「逆転弁護」（2006年） - 景浦弓子 役
  - 「和菓子連続殺人事件」（2008年） - 堀内鞠子 役
  - 「犬は見た」（2008年） - 相川康代 役
  - 「鉄道捜査官10」（2009年） - 大沼礼子 役
  - 「100の資格を持つ女〜ふたりのバツイチ殺人捜査〜2」（2009年） - 北川比呂美 役
  - 「デパート仕掛け人!天王寺珠美の殺人推理4」（2010年） - 橋本あかね　役
  - 「拘置所の女医」（2011年） - 栗橋貴子 役
  - 「愛と死の境界線」（2011年） - 江木千賀子 役
  - 「おとり捜査官・北見志穂15」（2011年） - 坂井江津子 役
  - 「広域警察3」（2012年） - 磯村弘美 役
  - 「ショカツの女9」（2014年） - 岩渕綾子 役
  - 「逆転報道の女4」（2014年） - 五十嵐美由紀 役
  - 「検事・朝日奈耀子16」（2015年） -早乙女永美 役
  - 「西村京太郎トラベルミステリー65」（2016年） - 間宮和恵 役

#### テレビ東京系
- 松本清張ミステリー時代劇 第6話「山椒魚」（2015年） - おまさ 役[3]
- 男と女のミステリー時代劇 第3話「万引き」（2016年） - たづ 役[4]
- 彼女が恋した職人さん〜マリーは匠に首ったけ〜[5]（2016年1月6日）
- 特命刑事 カクホの女2 - 長浜和子 役
  - 第5話（2019年11月22日）
  - 第6話（2019年11月29日）
- 女と愛とミステリー
  - 「幻の推理作家〜能登殺人行」（2003年） - 小早川涼子 役
  - 「刑事吉永誠一 涙の事件簿2」（2004年） - 古川悦子 役
- 水曜ミステリー9
  - 「松本清張特別企画・渡された場面」（2005年） - 安永景子 役
  - 「農家の嫁は弁護士!神谷純子のふるさと事件簿3」（2007年） - 平賀充子 役
  - 「篝警部補の事件簿4」（2008年） - 錦織清香 役
  - 「北アルプス山岳救助隊・紫門一鬼11」（2009年） - 蓮田奈緒子 役
  - 「芸者小春姐さん奮闘記6」（2009年） - 一ノ瀬絹代 役
  - 「嘘の証明 犯罪心理分析官・梶原圭子3」（2013年） - 紺野恵理子 役
  - 「みちのく麺食い記者 宮沢賢一郎3」（2014年） - 久部貴美子 役
  - 「多摩南署たたき上げ刑事・近松丙吉12」（2014年） - 松尾安美 役
  - 「鉄道警察官・清村公三郎11」（2014年） - 坂上佳恵 役

#### WOWOW
- 京極夏彦 「怪」 第4話「福神ながし」（2000年9月15日） - 版元の女中 役
- 結婚詐欺師（2007年） - 松川澄子 役

#### その他
- 趣味悠々「田崎真也とみつける自己流ワインの楽しみ」（1998年、NHK教育）
- 連鎖怪談（2005年、KBS京都・テレビ神奈川・テレビ埼玉・三重テレビ）
- クイズ!脳ベルSHOW（BSフジ）
- 秋本奈緒美が行く 日本名水巡りの旅（2020年4月1日 - 、イッツコムチャンネル）

### 映画
- ころがし涼太 激突!モンスターバス （1988年） - 麗子 役
- 恋はいつもアマンドピンク（1988年） - 松本珠美 役
- ぼくは勉強ができない（1996年）
- アタシはジュース（1996年） - 一瀬薫 役
- どんぐりの家（1997年）
- もうDEBUなんて言わせない（1997年） - 長谷川静香 役
- 破線のマリス（2000年） - 麻生佳代子 役
- 許されざる者（2003年）
- セブンス アニバーサリー（2003年） - ナナ先輩 役
- アクション★グラフティー（2003年）
- GACHAPON!（2004年）
- 渋谷怪談2（2004年） - 看護師 役
- ソドムの市（2004年） - 黄少年の母 役
- 2番目の彼女（2004年） - 小池プロデューサー 役
- ゴーグル（2005年） - ハルキの母 役
- LOVE MY LIFE（2006年） - 千波さん 役
- 卒業写真（2007年） - 北原悦子 役
- 東京少女（2008年） - 藤咲妙子 役
- クジラ 極道の食卓（2009年） - 久美子(久慈雷蔵の妻) 役
- アンダンテ 〜稲の旋律〜（2010年） - 堀川逸子役
- 怪談新耳袋 怪奇（2010年9月） - 藤沢瑤子役
- ハードライフ（2011年） - 高橋美津子役
- タナトス（2011年）
- 篤姫ナンバー1（2012年）- 葵ママ役
- ジェリー・フィッシュ（2013年、監督:金子修介） - 宮下瞳 役
- 赤々煉恋（2013年） - 保子 役
- 小野寺の弟・小野寺の姉（2014年）
- 君の忘れ方（2025年） - 柏原さおり 役[6][7]

### 舞台
- テンセイクンプー 〜転世薫風〜（2006年12月2日 - 20日、青山劇場 / 12月24日 - 28日、大阪厚生年金会館芸術ホール） - くの一のみゆき 役
- メルシィ!僕ぅ?（2007年6月26日 - 7月5日、東京グローブ座 / 7月14日 - 17日、シアター・ドラマシティ） - リーダーの結城 役
- 社長、絶体絶命です（2011年2月2日 - 6日、恵比寿・エコー劇場） - 主演・二代目女社長 役
- カルテット!（2012年4月12日 - 21日、東京グローブ座） - 母ひろみ 役
- みのり（2012年6月、池袋シアターグリーン BIG TREEシアター） - みのりの母 役
- 魔法のオルゴール（2012年9月、CBGKシブゲキ!!） - キリコ 役
- PRINCE KAGUYA（2015年11月28日 - 12月6日、博品館劇場 / 12月12日 - 13日、松下IMPホール） - アカホシ 役
- スマイルマーメイド（2016年12月1日 - 5日、シアター1010 / 12月10日 - 12日、シアター・ドラマシティ） - ジュジュ 役
- デルフィニア戦記～動乱の序章～（2018年12月8日 - 12月13日、渋谷区文化総合センター大和田） - アエラ / おばば 役
- BLACK BIRD（2019年3月27日 - 31日、博品館劇場） - 原田陽子 役
- 奇人たちの朗読会（2024年2月4日、ドルチェ・アートホール Osaka） - 奇人 役[8]
- モンパルナスの奇跡〜孤高の画家モディリアーニ〜（2024年6月15日 - 23日、よみうり大手町ホール）[9]
- となりのテーブルは青くない（2024年8月24日、まつもと市民芸術館 小ホール）[10]
- アメリカン・サイコ（2025年3月30日 - 4月13日、新国立劇場 中劇場 / 4月19日 - 21日、森ノ宮ピロティホール / 4月26日、J:COM北九州芸術劇場 大ホール / 4月30日、JMSアステールプラザ 大ホール） - ミセス・ベイトマン / スヴェトラーナ / ミセス・ウォルフ 役[11]

### バラエティ
- オールナイトフジ - 司会
- オールスター感謝祭
- 歌うま王座決定戦
- ローカル路線バス乗り継ぎの旅Z - 第7弾マドンナ（2018年<平成30年>9月29日放送）

### ラジオ
- Harbor Light 23（ラジオ関西）
- SALUS all in one （2018年10月1日 - 、FMサルース・エフエムしながわ・イッツコ厶チャンネル） - 月曜日担当
- 辰巳琢郎と秋本奈緒美の一緒に飲まない？（2018年4月 - 2020年、Tokyo Star Radio）
- 秋本奈緒美の「おいしいものはお好きですか？」（2020年8月6日 - 2023年12月28日、Tokyo Star Radio）

### CM
- コンフェクショナリーコトブキ（アーモンドウィッチ）
- ライオン（リストライオン）
- 雲海酒造（マイフレンドいいとも）
- 三貴（カメリアダイヤモンド）
- 花王（セグレタ）

## 音楽

### シングル
|     | 発売日         | タイトル                       | 規格 | 規格番号  | 備考                                                                  |
| --- | -------------- | ------------------------------ | ---- | --------- | --------------------------------------------------------------------- |
| 1st | 1982年10月10日 | サイレント・コミュニケーション | EP   | VIHX-1593 | 「サイレント・コミュニケーション」グリコディオーネイメージソング      |
| 2nd | 1983年4月21日  | BEGINNING                      | EP   | VIHX-1605 | 「BEGINNING」『やすきよ笑って日曜日』（テレビ朝日）エンディングテーマ |
| 3rd | 1984年5月21日  | ジェントルじゃいられない       | EP   | VIHX-1632 | マツダ・ファミリアイメージソング                                      |
| 4th | 1987年3月4日   | SHOCK THE BABY                 | EP   | ETP-17936 | アルバム『Split Finger First Lady』と同時発売。                       |
| 5th | 1988年2月25日  | WE ARE NEW                     | EP   | RT07-2067 | 松竹映画『恋はいつもアマンド ピンク』主題歌                           |

### アルバム
|      | 発売日         | タイトル                | 規格番号                               | 備考                                                                                            |
| ---- | -------------- | ----------------------- | -------------------------------------- | ----------------------------------------------------------------------------------------------- |
| 1st  | 1982年1月21日  | ROLLING 80'S            | LP:VIH-28066CT:VCF-10075CD:VICJ-77012* | 清水靖晃プロデュース *2016年にCD化。                                                            |
| 2nd  | 1982年6月21日  | ONE NIGHT STAND         | LP:VIH-28084CT:VCF-10093CD:VICJ-77026* | 笹路正徳プロデュース *2016年にCD化。                                                            |
| 3rd  | 1982年12月16日 | THE 20th ANNIVERSARY    | LP:VIH-28109CT:VCF-10118CD:VICJ-77040* | 入江純プロデュース *2016年にCD化。                                                              |
| 4th  | 1983年8月21日  | FOUR SEASONS            | LP:VIH-28134CD:VDR-3CT:VCF-10151       | ※ビクターHPではオリジナル発売日は84年2月25日表記。                                              |
| 5th  | 1984年2月21日  | POISON 21               | LP:VIH-28158CD:VDR-13CT:VCF-10178      | ※ビクターHPではオリジナル発売日は84年4月21日表記。                                              |
| 6th  | 1984年8月8日   | ACT 13                  | LP:VIH-28163CD:VDR-38CT:VCF-10203      | 84年6月22日の中野サンプラザでのライブを収録。 ※ビクターHPではオリジナル発売日は84年9月5日表記。 |
| 7th  | 1984年12月12日 | 水彩画                  | LP:VIH-28200CD:VDR-63CT:VCF:10220      | 以降『Split～』まで日向大介プロデュースとなる。                                                 |
| 8th  | 1986年4月1日   | ポートレート            | LP:ETP-90421CD:CA32-1269CT:ZH28-1718   | 東芝EMI移籍第一弾。                                                                             |
| 9th  | 1987年3月4日   | Split Finger First Lady | LP:ETP-90457CD:CA32-1397CT:ZH28-1794   | この後、89年3月21日にアルバムをリリース予定だったが、中止となった。                             |
| 10th | 1990年12月25日 | Lonely Bed              | PR-0004                                | 4曲入りミニアルバム。作曲は須貝幸生と相沢公夫。                                                 |
| 11th | 2019年12月25日 | ラブレター〜あなたへ〜  | QECH-7                                 |                                                                                                 |

### ベストアルバム
|     | 発売日         | タイトル                     | 規格番号   | 備考                                    |
| --- | -------------- | ---------------------------- | ---------- | --------------------------------------- |
| 1st | 1984年11月21日 | BEST ONE 全曲集              | VCF-20039  | カセットテープのみのリリース。          |
| 2nd | 1984年12月5日  | MY FRIEND                    | VDR-56     | スーパー・ベスト                        |
| 3rd | 1986年10月21日 | 秋本奈緒美 全曲集            | VDR-1295   | 東芝EMI移籍に伴いビクターよりリリース。 |
| 4th | 2015年12月16日 | ゴールデン☆ベスト 秋本奈緒美 | VICL-70196 | SHM-CD。ビクター時代の楽曲を収録。      |

### その他参加作品
| 発売日        | タイトル                                  | 規格品番  | 規格 | 備考 |
| ------------- | ----------------------------------------- | --------- | ---- | --- |
| 1986年        | シーダ メロウ・サウンド                   | PRCD-1009 | CD   | 松下電器産業Panasoft企画による、テクニクスポータブルCDプレーヤー「CDer」シリーズの店頭向け等デモCDとなるオムニバスアルバム（非売品）。『ONE NIGHT STAND』より「Alexander's Ragtime Band」「嘘は罪(It's A Sin To Tell A Lie)」「Capricorn Woman」の4曲が収録され、非売品ながらCD化。 |
| 1986年        | 76/45                                     | DOR-0146  | LP   | 第一家電（DAM）の「マニアを追い越せ！大作戦」シリーズ第26弾として配布（非売品）。アルバム『Portrait』より6曲収録。 |
| 1987年3月     | Female Vocal for Coffee Break             | DOCD0008  | CD   | 第一家電によるオムニバスアルバム（非売品）。「スプリット・フィンガー・ファースト・レディ」「11月の風」の2曲が収録 |
| 2014年7月14日 | Summer Champion / Come Rain or Come Shine | LAST97    | LP   | 浅野ゆう子の「サマーチャンピオン」と、秋本のアルバム『ONE NIGHT STAND』からの楽曲をカップリング。限定300枚。 |
| 2018年4月25日 | Tennessee Waltz / Speak Low               | JS7S-190  | EP   | 1982年のアルバム『ONE NIGHT STAND』からシングルカット |

## 写真集
- 『NAOMI IN SAN FRANCISCO』（1983年、近代映画社、撮影：小杉修造）
- 『Womb ウーム』（1992年、ワニブックス、撮影：渡辺達生）
- 『Face フェイス』（1994年、ワニブックス、撮影：杉山芳明）